# 殺手 (無綫電視劇)
《殺手》（英語：Death By Zero），香港電視廣播有限公司拍攝製作的時裝動作武打懸疑電視喜劇；由黎耀祥、陳豪、李佳芯及龔嘉欣領銜主演，並由江美儀、高海寧、麥明詩、謝東閔、江嘉敏、鄭子誠、孫慧雪、林利、馬海倫、李成昌、樊亦敏、吳業坤、譚嘉儀、韓馬利、林景程及羅蘭聯合演出，動作指導黃劍偉，蔡婷婷及冼少玲編審，監製為陳維冠。
故事以職業殺手做背景，並建構一個觀眾意想不到的殺手世界，除了有殺手排名之外，他們亦有一套需要嚴格遵守的規矩。並以黑色幽默的手法去帶出救贖的重要訊息。此劇為2019無綫節目巡禮十九部劇集、2019年香港國際影視展十部推介劇集及2020無綫節目巡禮十二部劇集及2020年TVB Amazing Summer推介劇集之一。

## 演員表

### Overbeck
| 演員           | 角色     | 備注 |
| 羅 蘭          | 蘇菲亞   | Sofia、阿婆（喬星、朱祥法專稱）、老太婆（趙諾琛專稱） 主理人／酒吧的老闆 陳查理之父世交 錢向茜之師傅 擅長使用飛鏢，武功非凡，深不可测 手上擁有能控制整個殺手界之秘密資料 於第10集登場 於第10集要求喬星幫鐵仁完成一宗委託，酬勞則歸鐵仁所有，其在完成之前不能再接任何委託 於第12集獲朱祥法親自尋找並被其要求要撬走陳查理 於第15集閻武向方王玉蓮求救並稱Eagle向易蘭尋仇並邀請及欲協助其，但被其反對 於第16集因被錢向茜要求而向其應徵為喬星之經理人,並於酒吧發掘其擲飛鏢潛能 於第18集開始教錢向茜擲飛鏢 於第23集向鐵仁談論其即將退休一事,並暗示誰能解決易蘭一事就能接任其Overbeck主理人的位置 於第24集相約方王玉蓮及陳查理談論殺手獵人一事 於第25集因快將到達退休年齡而決定將Overbeck交給陳查理接手，並看穿趙諾琛與殺手獵人有聯繫，後被對方的手下殺害 |
| 鄭子誠         | 陳查理   | Charlie、陳生 經理人→主理人（第29集起）／陳添記殯儀店老闆 羅嘉欣之夫 喬星之經理人兼好友 蘇菲亞之世侄 蘇菲亞生前曾希望其接任Overbeck，但被其拒絕 不滿趙諾琛接任Overbeck後的所作所為 於第26集發現蘇菲亞的陀錶內藏有一份能協助Overbeck處理不同問題的人物名單記憶卡 於第28集趙諾琛為免遭其找到殺死蘇菲亞之證據，而派Monster殺害其，但因喬星、易蘭及時出手阻止而導致計劃失敗，並導致趙諾琛殺死蘇菲亞的事曝光 於第29集因趙諾琛殺死蘇菲亞一事曝光，而成為Overbeck之主理人，並由對方口中得知關啟揚為殺手獵人 於第30集協助喬星製造與閻武決戰時被炸死之假象及安排其前往英國與錢向茜重新生活，並幫助閻武讓其死後能將眼角膜及肺捐及閻素之 於第30集賣掉Overbeck酒吧及發展Overbeck手機應用程式以逃避警方追查 |
| 馬海倫         | 方王玉蓮 | 方太 經理人／方太地產有限公司老闆娘兼地產經紀／黑市醫生 医術高明 閻武之經理人及包租婆 劉國標、易蘭之經理人 不滿趙諾琛接任Overbeck後的所作所為 於第4集跟易蘭簽約，成為其經理人 於第24集救回被喬星槍傷的易蘭 於第27集帶同易蘭到廢車場幫忙對付趙諾琛 於第30集向閻武承諾在其死後代替其照顧姚淑嫻及閻素之 |
| 歐瑞偉         | 鐵 仁    | 阿仁 職業殺手／經理人 喜歡坐輪椅而裝作傷殘人士 當殺手時以重腳著稱 於第3集登場 於第7集被喬星發現自己裝作傷殘人士，被其傷害 於第10集被喬星破壞行動 於第24集被關啟揚殺害，更被對方斬斷手指及取去其手上的戒指 |
| 何遠東         | 趙諾琛   | Dino、趙生 殺手獵人 經理人／時裝設計師 當殺手時擅長利用毒針殺人 Amoeba和劉國標之經理人 於第3集登場 於第12集投靠朱祥法，在其死後假裝被迫重返Overbeck，實為與關啟揚勾結並背叛蘇菲亞 於第25集派手下殺害蘇菲亞及佐治 於第26集向眾經理人謊稱殺手獵人已被自己殺死，而成為Overbeck主理人 於第27集指使Amoeba挾持羅嘉欣，並以此威脅陳查理交出蘇菲亞生前交給其有關Overbeck秘密文件的記憶卡，但不果 於第28集為免遭陳查理找到其殺死蘇菲亞之證據，而派Monster殺害陳查理，但因喬星、易蘭及時出手阻止而導致計劃失敗，並導致其殺死蘇菲亞的事曝光 於第29集要脅關啟揚索取一筆封口費潛逃但不果 於第29集因被眾殺手追殺而向陳查理提出交易，要求對方答應協助其潛逃到外國，已換取殺手獵人真正身份為關啟揚之消息及將其收集的證物全部交給陳查理 |
| 秦 煌          | 波 叔    | 經理人 業務主要在外地 於第25集登場 |
| 魏惠文         | 馬 王    | 經理人 喜歡賭馬 於第25集登場 |
| 賴慰玲         | 靚 寶    | 經理人／化妝師 非常愛美 於第25集登場 |
| 林師傑         | 神 童    | 經理人 喜歡吃波板糖 於第25集登場 角色造型影射《一拳超人》中的童帝 |
| 黎耀祥         | 閻 武    | 檐蛇、阿武、武哥、閻王（過往殺手稱號） 職業殺手 十年前享盡艷福及錢財，十年後欠下賭債 曾被行家稱為閻王，為當年的殺手之王，後改殺手稱號為檐蛇／閻蛇 擅長詠春 易蘭之搭檔兼仰慕對象 劉國標之好友 喬星之競爭對手 姚淑嫻之知己，與其有感情線 丁雅雯之崇拜對象 被陳紹秉拜為師傅，起初不承認其為自己徒弟，但最終被其感動 與柯正雄相識多年，十年前曾被假冒為柯正雄的丁一虎僱來殺害金豹 曾於泰國接受心臟移植手術，其心臟捐贈者為建義 於第8集被喬星發現丁一勇的手機裡有台灣黑道中人柯正雄的相片，且被其發現與柯正雄關係緊密，後被其問話，並且於此集被喬星騙到台灣，前往台灣後被其追問關於柯正雄的事情，在台灣被假的柯正雄試圖通過溺水殺死，但因對方一向都知道自己能夠水底閉氣，再加上其的性格跟以前不一樣，引起懷疑其是否真正的柯正雄 於第10集在台灣遇見丁雅雯與錢向茜，替其解圍後護送兩人返港，在救姚淑嫻時弄傷極為記仇的朱祥法，與其結怨，於該集與喬星聯手殺害丁一虎 於第16集因張耀漢離世，而被易蘭建議趁機會跟姚淑嫻一起 於第18集發現丁雅雯染上毒癮 於第26集得知陳紹秉被殺而被其女兒斥責，致意志消沉，後發現其心臟病有復發徵象，後決定死前替陳紹秉報仇 於第30集假裝與喬星決鬥，實為協助對方被炸死之假象，其因心臟病復發而去世，並獲陳查理、方王玉蓮協助於自己死後將眼角膜及肺部捐給閻素之 參見閻家 |
| 伍富橋（青年） | 喬 星    | Zero、Zero哥、阿星、殺手之王、掃把星（錢向茜專稱）、靚仔爸爸（周朗希專稱） 職業殺手／Null Café咖啡室老闆 越南華僑，擅長槍法，武功了得 丁雅雯之叔父 陳查理之唯一旗下殺手兼好友 錢向茜之僱主，與其有感情線，於第14集成為其男友，於第21集分手，於第28集復合 與林森森互有好感，於第3集發現其清道夫的身份 與丁一虎曾是好兄弟，後反目成仇 閻武之競爭對手，於第8集發現其是曾被行家稱為閻王的殺手之王 易蘭之復仇對象 於第4集與丁雅雯在台灣夜市相遇，後欺騙利用其並因其幫助尋找目標人物山雞，而完成任務 於第5集與丁一勇對話中提及與丁一虎、阿龍、阿雀在貨櫃場出任務時遭伏擊，確是唯一倖存者，遭丁一勇懷疑其是出賣兄弟之人 於第7集發現丁一勇的死是被重腳出擊，懷疑是鐵仁所為，且發現他喜歡坐輪椅裝作傷殘人士而並非真傷殘，後因傷害其被Overbeck罰款並發現丁雅雯的身份與丁一虎有關，後詢問並懷疑其是丁一虎親生女兒，後於第8集囑咐錢向茜照顧其 於第8集從丁一勇的手機看到台灣黑道中人柯正雄的相片，發現閻武與其關係緊密，後尋閻武問話，並以有委託為由將閻武騙到台灣，其前往台灣後追問其關於柯正雄的事情，後其被柯正雄試圖通過溺水殺死，因此其懷疑是否真正的柯正雄，被柯正雄告知丁一虎曾跟隨其多年，後因病去世，卻在檢驗屍骨時發現身份不符合，得悉其撒謊 於第9集提及與丁一虎、阿龍、阿雀在貨櫃場出任務時遭伏擊，後得悉一切實為丁一虎出賣兄弟，想殺他為兄弟報仇，卻因為不想在丁雅雯面前殺她親生父親而擱置計劃 於第10集與閻武聯手殺害丁一虎，自己破壞鐵仁的行動，被蘇菲亞要求幫鐵仁完成一宗委託，酬勞則歸鐵仁所有，但其表示拒絕 於第12集向陳查理投訴其遭同行搶單，最終答應接下鐵仁轉手的訂單，並成功完成委託 於第20集把丁雅雯交給錢向茜、林森森及沝淼淼照顧 於第21集被朱祥法以丁雅雯安危威脅替其辦事，除掉敵人 於第22集發現丁雅雯行踪，尋獲之時發現其已斷氣，心痛不已，後因丁雅雯之死而擊斃朱祥法和萬天紅 於第24集與易蘭決鬥，並槍傷其 於第29集從趙諾琛交給陳查理有關殺手獵人的物件後發現關啟揚才是殺死丁雅雯之真兇，後企圖殺死關啟揚但遭閻武阻止 於第30集假裝與閻武決鬥，並假裝決鬥中途被炸死，後在陳查理協助下，與錢向茜前往外國重新生活 |
| 陳 豪          | 喬 星    | Zero、Zero哥、阿星、殺手之王、掃把星（錢向茜專稱）、靚仔爸爸（周朗希專稱） 職業殺手／Null Café咖啡室老闆 越南華僑，擅長槍法，武功了得 丁雅雯之叔父 陳查理之唯一旗下殺手兼好友 錢向茜之僱主，與其有感情線，於第14集成為其男友，於第21集分手，於第28集復合 與林森森互有好感，於第3集發現其清道夫的身份 與丁一虎曾是好兄弟，後反目成仇 閻武之競爭對手，於第8集發現其是曾被行家稱為閻王的殺手之王 易蘭之復仇對象 於第4集與丁雅雯在台灣夜市相遇，後欺騙利用其並因其幫助尋找目標人物山雞，而完成任務 於第5集與丁一勇對話中提及與丁一虎、阿龍、阿雀在貨櫃場出任務時遭伏擊，確是唯一倖存者，遭丁一勇懷疑其是出賣兄弟之人 於第7集發現丁一勇的死是被重腳出擊，懷疑是鐵仁所為，且發現他喜歡坐輪椅裝作傷殘人士而並非真傷殘，後因傷害其被Overbeck罰款並發現丁雅雯的身份與丁一虎有關，後詢問並懷疑其是丁一虎親生女兒，後於第8集囑咐錢向茜照顧其 於第8集從丁一勇的手機看到台灣黑道中人柯正雄的相片，發現閻武與其關係緊密，後尋閻武問話，並以有委託為由將閻武騙到台灣，其前往台灣後追問其關於柯正雄的事情，後其被柯正雄試圖通過溺水殺死，因此其懷疑是否真正的柯正雄，被柯正雄告知丁一虎曾跟隨其多年，後因病去世，卻在檢驗屍骨時發現身份不符合，得悉其撒謊 於第9集提及與丁一虎、阿龍、阿雀在貨櫃場出任務時遭伏擊，後得悉一切實為丁一虎出賣兄弟，想殺他為兄弟報仇，卻因為不想在丁雅雯面前殺她親生父親而擱置計劃 於第10集與閻武聯手殺害丁一虎，自己破壞鐵仁的行動，被蘇菲亞要求幫鐵仁完成一宗委託，酬勞則歸鐵仁所有，但其表示拒絕 於第12集向陳查理投訴其遭同行搶單，最終答應接下鐵仁轉手的訂單，並成功完成委託 於第20集把丁雅雯交給錢向茜、林森森及沝淼淼照顧 於第21集被朱祥法以丁雅雯安危威脅替其辦事，除掉敵人 於第22集發現丁雅雯行踪，尋獲之時發現其已斷氣，心痛不已，後因丁雅雯之死而擊斃朱祥法和萬天紅 於第24集與易蘭決鬥，並槍傷其 於第29集從趙諾琛交給陳查理有關殺手獵人的物件後發現關啟揚才是殺死丁雅雯之真兇，後企圖殺死關啟揚但遭閻武阻止 於第30集假裝與閻武決鬥，並假裝決鬥中途被炸死，後在陳查理協助下，與錢向茜前往外國重新生活 |
| 龔嘉欣         | 易 蘭    | Nana、Dark Angel、阿蘭、癲婆 職業殺手 馬來西亞人 擅長刀法 十分討厭負心漢及背叛女人的男人，刺殺賤男人或第三者不收費用，有時候就算目標已死仍繼續踢目標下襠 建義之拍檔兼女友，喜歡鑽進在後車箱只因與建義的開始始於後車箱 殺手界傳言因建義變心而殺害他，實為建義獨自到泰國出任務後跑不掉，便一去不回，後因自責無陪同其前去而變得瘋瘋癲癲 閻武之搭檔 因喬星殺害建義而向其尋仇 陳紹秉之師傅 因多年前與建義聯手殺害Eagle之師傅，所以每年同一時間Eagle都會找自己尋仇，此事亦成為了自己與建義唯一的感情維繫，令自己一直不敢殺Eagle，並與Eagle有感情線 於第2集登場 於第4集跟方王玉蓮簽約，被閻武鎖進雪櫃內令其想起與男友建義的往事，由瘋癲亂鬧變得聽話乖巧 於第7集向閻武提起與男友的過去，並感到自責 於第15集最後發現閻武在泰國換的心臟是其男友死後捐出的 於第16集因張耀漢離世，而建議閻武趁機會跟姚淑嫻一起 於第23集在Eagle口中得知建義是被喬星殺害而向其尋仇 於第24集喬星決鬥，並被喬星槍傷，後被方王玉蓮救回 於第28集Amoeba企圖殺死陳查理，但被其阻止，並割喉殺死Amoeba 於第30集擔任餐廳老闆娘 |
| 戴耀明         | 劉國標   | Kill Bill、Bill 職業殺手／地產經紀／兼職酒保／保險代理 持有代理執照、保險執照、保安執照及駕駛船隻執照 已婚，與妻育有兩個孩子 閻武之好友 喜歡把兇案現場偽裝成劫殺案，並因此可省下請清道夫的金錢，而被陳查理稱讚聰明 於第12集投靠朱祥法 於第18集因刺殺失敗，被警方拼出拼圖，而被朱祥法放棄 於第25集差點被關啟揚殺害，但被尾隨的徐玉鳳所救 於第29集被關啟揚殺害 |
| 阮政峰         | Amoeba   | 職業殺手／時裝店店主 趙諾琛旗下之殺手 有撓頭髮的小動作 於第12集與趙諾琛一同投靠朱祥法 於第27集Amoeba挾持羅嘉欣以威脅陳查理，並被前來救援的喬星擊昏 於第28集企圖殺死陳查理，但被易蘭阻止，並被其割喉殺死 |
| 潘梓鋒         | 暴 龍    | 職業殺手 於第12集投靠朱祥法 於第25集提及已被殺手獵人殺害 |
| 林景程         | 陳紹秉   | 阿秉、小秉、小朋友（閻武專稱）、Bingo 殺手學徒 拜易蘭及閻武為師 擅長使用電腦 暗戀閻素之 於第12集登場 於第25集因偷看關啟揚手機時被其發現，而被其用車撞暈及捉走 於第26集被關啟揚虐殺 於第28集交代其生前曾留下有關殺手獵人的暗號的紙巾給閻武，後被閻武發現其的雲端內藏有關啟揚殺害丁雅雯時所拍下的影片 |
| 李 岡          | 佐 治    | George Overbeck調酒師 蘇菲亞之助手兼保鏢，功夫了得 於第25集因保護蘇菲亞而被趙諾琛鎗殺 |
| 莫偉文         | 彼 得    | Peter Overbeck調酒師 蘇菲亞之助手兼保鏢，功夫了得 |
| 紀保羅         |          | 經理人 於第25集登場 |
| 丘惠玲         |          | 經理人 於第25集登場 |
| 楊莉莉         |          | 經理人 於第25集登場 |
| 林偉年         |          | 經理人 於第25集登場 |
| 魏穎彤         |          | 經理人 於第25集登場 |
| 金韋飛         |          | 經理人 於第25集登場 |
| 尤志豪         |          | 經理人 於第25集登場 |
| 吳文舜         |          | 經理人 於第25集登場 |

### 殺手界清道夫
| 演員   | 角色   | 備注 |
| 高海寧 | 林森森 | 森森、哥士的（清道夫稱號）、森森姐姐（周朗希專稱） 清道夫／廟祝 不擅長游泳 喜愛血腥電影 沝淼淼之堂姐 錢向茜之好友，於第2集起為其包租婆，於第5集被其發現自己清道夫的身份 與喬星互有好感，於第3集被其發現自己清道夫的身份 與徐玉鳳有感情線，於第11集相遇 於第2集登場 於第20集被喬星交代與錢向茜及沝淼淼一起照顧丁雅雯 於第21集前往台灣尋找丁雅雯，後遇上錢向茜，並與其一起與丁雅雯會面，後目睹丁雅雯被捉走 於第22集接到陳查理的電話，協助喬星清理朱祥法及萬天紅的遺體 於第24集被徐玉鳳發現其真正身份是殺手界清道夫，並因目擊殺手獵人殺鐵仁而差點被對方殺害，最後逃脫 |
| 譚嘉儀 | 沝淼淼 | 水水、水水師傅、淼淼 清道夫／廟祝／神婆 不擅長游泳 林森森之堂妹 錢向茜之好友並不滿其，於第2集起為其包租婆，於第5集被其發現自己清道夫的身份 於第2集登場 於第11集為促進寺廟生意去聚會，相遇徐玉鳳，並介紹其去寺廟做功德 於第20集被喬星交代與錢向茜及林森森一起照顧丁雅雯 |
| 易智遠 | 張智凡 | 阿蕃 清道夫 於第24集被殺手獵人殺害 |
| 程浩駿 | 蘇 雄  | 阿茄 清道夫 |
| 余子明 |        | 清道夫，爲殺手獵人辦事 於第25集清走蘇菲亞和佐治的屍體 於第28集被趙諾琛質疑清理蘇菲亞屍體及車輛時有所失誤而鬧翻 |
| 馬俊明 |        | 清道夫，爲殺手獵人辦事 於第25集清走蘇菲亞和佐治的屍體 於第28集被趙諾琛質疑清理蘇菲亞屍體及車輛時有所失誤而鬧翻 |
| 鄧以豪 |        | 清道夫，爲殺手獵人辦事 於第25集清走蘇菲亞和佐治的屍體 於第28集被趙諾琛質疑清理蘇菲亞屍體及車輛時有所失誤而鬧翻 |

### 閻家
| 演員   | 角色   | 備注 |
| 黎耀祥 | 閻 武  | 閻王、檐蛇 職業殺手 李朝華之夫 閻素之之父，關係已疏離十多年，暗中照顧其，但不敢跟其相認 關啟揚之岳父 於第4集起假扮「陳先生」在其身邊出現及照顧其 於第7集因揍打關啟陽之時被閻素之意外發現「陳先生」的真實身份，被其憎恨且不諒解，並被其控訴在十三歲時因招惹回來的仇家放火燒屋時失明並害死妻子，導致其未能見母親最後一面且獨自一人送母親上路 於第8集假柯正雄向其提到自己於多年前派人放火燒屋及害死其妻子 於第30集去世，後將眼角膜及肺部捐給閻素之 參見Overbeck |
| 不適用 | 李朝華 | 1968年4月26日出生，2007年8月13日逝世 閻武之亡妻 閻素之之亡母，於其十三歲時因假柯正雄派人放火燒屋而死 |
| 麥明詩 | 閻素之 | Megan、閻小姐、阿之、鹽酥雞 視障人士，本身視力正常，在十三歲時雙眼因火災失去視力 調音師／鋼琴老師 閻武之女，關係已疏離十多年，憎恨並無法諒解其，後和好 李朝華之女 與關啟揚有感情線，於第7集相遇，後為其女友，於第27集結婚 陳紹秉之暗戀對象 於第5集起教姚淑嫻彈鋼琴 於第7集在閻武揍打關啟陽之時意外得知一直在身邊的「陳先生」是父親閻武，憎恨其並不諒解其，十三歲時被他招惹回來的仇家放火燒屋時弄瞎雙眼並害死母親，未能見母親最後一面且獨自一人送母親上路 於第21集得悉關啟揚被朱祥法控制，並被他傷害 於第29集失蹤，但實為被關啟揚捉走，後被喬星槍傷昏迷 於第30集交代其因獲閻武捐贈之肺部及眼角膜而續漸康復並恢復視力，但卻失憶 |
| 謝東閔 | 關啟揚 | Parker、關生、阿揚、關公子、大樹（殺手獵人稱號） 1990年6月12日出生 殺手獵人主腦 昇材集團副主席→昇材集團主席 關展鵬之侄子 閻武之女婿 與閻素之有感情線，於第7集相遇，後為其男友，於第27集結婚 參見殺手獵人 |

### 錢家
| 演員   | 角色   | 備注 |
| 韓馬利 | 何美芳 | 芳姨 為人吝嗇 錢向茜之母 周朗希之外婆兼監護人 於第3集登場 於第28集打算送周朗希去英國讀書 |
| 李佳芯 | 錢向茜 | Cash、Cash姐、阿茜 家庭主婦／酒吧的員工／Null Café員工／殺手助手 擅長瞄準 單親媽媽 非常貪錢 何美芳之女 周卓然之前女友 周朗希之母 林森森、沝淼淼之好友，於第2集起為二人之租客，於第5集發現其清道夫身份 與羅嘉欣非常投契 丁雅雯之好友兼保姆，於第4集因喬星而與其在台灣相識，後於第8集受喬星囑咐照顧其 喬星之僱員，於第5集起為其助手，並與其有感情線，於第14集成為其女友，於第21集分手，於第28集復合 蘇菲亞之徒弟，学得一手好飞镖 於第2集被喬星聘請為Null Café員工 於第4集在台灣發現喬星的殺手身份，回港後打算辭職 於第16集找蘇菲亞申請成為殺手經理人取代陳查理，但未能完成考驗 於第20集被喬星交代與林森森及沝淼淼一起照顧丁雅雯 於第21集前往台灣尋找丁雅雯，後遇上林森森，並與其一起與丁雅雯會面，後目睹丁雅雯被捉走 於第22集得悉丁雅雯被殺死，後與眾人祭拜丁雅雯時，其因無法替丁雅雯做些什麼而深感內疚 於第29集被關啟揚捉走並軟禁，後因想與閻素之一同逃走，但被其發現而遭其用多次鐵鎚虐打及重傷其頭部導致昏迷 於第30集醒來在喬星家休養，後誤以為喬星死亡，一年後發現喬星未死，與其前往外國重新生活 |
| 陸卓謙 | 周朗希 | 希仔 方松蔭紀念小學學生 周卓然、錢向茜之子 何美芳之外孫 於第3集登場 於第28集與何美芳一同到外國讀書 |

### 丁家
- 于第22集灭门

| 演員                   | 角色     | 備注 |
| 鄭家生                 | 丁一勇   | 勇哥 越南華僑 丁一虎之兄 丁雅雯之伯父 於第5集登場 於第5集聲言要為兄弟報仇而亮刀向喬星施襲 於第5集與喬星對話中提及丁一虎與喬星、阿龍、阿雀在貨櫃場出任務時遭伏擊，喬星確是唯一倖存者，懷疑其是出賣兄弟之人 於第7集被鐵仁殺害，疑似被重腳出擊致死 |
| 周志康（年輕，整容前） | 丁一虎   | 阿虎、虎哥、阿雄、雄少、雄哥 假冒柯正雄 越南華僑，現居住在台灣 台灣黑幫頭目／台灣富豪 為人冷血、忘恩負義 對芝麻過度敏感 丁一勇之弟 阮靜姿之夫 丁雅雯之父，在其八歲後便再沒見過彼此，於第9集相認 金豹之前下屬 與喬星曾是好兄弟，後於十幾年前設局出賣其，令阿龍、阿雀被殺而反目成仇，其後想跟隨柯正雄但被拒，之後於2006年整容變成其之模樣再將其殺死，並故意發生車禍，帶車衝下山，住了幾個月在醫院，以營造柯正雄性情大變的假象 發生車禍半年後於十年前曾僱閻武殺害金豹 一心想出人頭地，不願意回去越南鄉下，不惜出賣及殺害兄弟 於第1集出現，於第7集正式登場，被朱祥法盛情招待，目的是為了談合作，卻以不談公事為由拒絕其建議，因而惹怒其 於第8集與閻武對話中提到於多年前派人殺害其妻女，被提及曾跟隨柯正雄幾年，後因病去世，實為欺騙喬星，而經喬星送去檢驗結果是那副骸骨並非「丁一虎」，再加性格跟以前不一樣，因而令喬星得知如今的柯正雄便是整了容後的丁一虎，於第9集在提及與喬星、阿龍、阿雀在貨櫃場出任務時遭伏擊，實為為了錢財出賣兄弟，不惜殺害阿雀，為了取代真正的柯正雄，不惜整容成他的模樣後將其槍殺，後精心策劃一場車禍以失憶為由，性情大變，名正言順接收真正柯正雄的一切 於第10集被喬星及閻武聯手殺害 |
| 林 利（整容後）        | 丁一虎   | 阿虎、虎哥、阿雄、雄少、雄哥 假冒柯正雄 越南華僑，現居住在台灣 台灣黑幫頭目／台灣富豪 為人冷血、忘恩負義 對芝麻過度敏感 丁一勇之弟 阮靜姿之夫 丁雅雯之父，在其八歲後便再沒見過彼此，於第9集相認 金豹之前下屬 與喬星曾是好兄弟，後於十幾年前設局出賣其，令阿龍、阿雀被殺而反目成仇，其後想跟隨柯正雄但被拒，之後於2006年整容變成其之模樣再將其殺死，並故意發生車禍，帶車衝下山，住了幾個月在醫院，以營造柯正雄性情大變的假象 發生車禍半年後於十年前曾僱閻武殺害金豹 一心想出人頭地，不願意回去越南鄉下，不惜出賣及殺害兄弟 於第1集出現，於第7集正式登場，被朱祥法盛情招待，目的是為了談合作，卻以不談公事為由拒絕其建議，因而惹怒其 於第8集與閻武對話中提到於多年前派人殺害其妻女，被提及曾跟隨柯正雄幾年，後因病去世，實為欺騙喬星，而經喬星送去檢驗結果是那副骸骨並非「丁一虎」，再加性格跟以前不一樣，因而令喬星得知如今的柯正雄便是整了容後的丁一虎，於第9集在提及與喬星、阿龍、阿雀在貨櫃場出任務時遭伏擊，實為為了錢財出賣兄弟，不惜殺害阿雀，為了取代真正的柯正雄，不惜整容成他的模樣後將其槍殺，後精心策劃一場車禍以失憶為由，性情大變，名正言順接收真正柯正雄的一切 於第10集被喬星及閻武聯手殺害 |
|                        | 丁阮靜姿 | 越南華僑 丁一虎之亡妻 丁雅雯之亡母 丁一勇之亡弟媳 因丁一虎失蹤後，女兒丁雅雯便改姓阮 於兩年前逝世前告知丁雅雯，丁一虎沒死 於第9集在倒敘中出現 |
| 江嘉敏                 | 丁雅雯   | 雯雯、包包（童年暱稱） 原名丁雅雯，後改名為阮雅雯 香港人，異鄉尋父，八歲後便再沒見過父親 丁一虎之女，於第9集相認 阮靜姿之女 丁一勇之侄女 喬星之世侄女，想當殺手，並崇拜閻武，第10集目睹兩者聯手殺害其父而反目，後和好 錢向茜之好友，於第4集因喬星而與其在台灣相識，後於第8集受其照顧 於第4集登場 於第4集與喬星在台灣夜市相遇，後被其欺騙利用並助其尋找目標人物山雞，完成任務 於第7集提及因到汶萊尋父無果，後順道至香港遊玩並尋父卻被喬星意外發現其身份與丁一虎有關 於第7集告知喬星因父親丁一虎當年失蹤後便隨母親姓阮，因母親兩年前臨死前告知父親丁一虎在當年出任務時被伏擊後並沒死，便四處尋父 於第9集與錢向茜到台北尋父，後告知喬星已跟父親團聚 於第18集被閻武發現其染上毒癮 於第20集被喬星交給錢向茜、林森森及沝淼淼照顧，後被朱祥法捉往台灣，後逃走 於第21集相約錢向茜及林森森會面時，再被朱祥法捉走並軟禁，以來威脅喬星替他辦事 於第22集被關啟揚殺害，後被喬星發現其時已身亡 |

### 佛都有集團
- 原為朱祥法打理，後因朱祥法夫妻被喬星殺害，而被關啟揚收購打理。

| 演員   | 角色   | 備注 |
| 李成昌 | 朱祥法 | 佛爺、Fred、癲狗 黑幫頭目 殺手僱主 佛都有集團老闆，持有佛都有火鍋及添香油點心 做事心狠手辣，笑面虎，記仇，喜歡吃火鍋 萬天紅之夫 不屑蘇菲亞 欣賞喬星，想要招攬他 挑撥喬星和閻武之間的關係 於第7集登場 於第7集因盛情招待柯正雄（實際上是丁一虎），後談合作卻被其拒絕而與其翻臉 於第10集因閻武前來救姚淑嫻時被其弄傷，與其結怨 於第20集希望喬星替其辦事不果，派人捉走丁雅雯，以此要脅喬星替其剷除對手 於第22集丁雅雯被殺後與萬天紅一起被喬星僅用一顆子彈槍殺                                                                      |
| 樊亦敏 | 萬天紅 | 紅姐、阿紅 黑幫阿嫂 懂武功，身手不凡 喜歡唱卡啦OK 朱祥法之妻兼保鏢 曾單戀張耀漢，因而對付張耀漢和姚淑嫻，後和解 於第10集登場 於第22集丁雅雯被殺後與朱祥法一起被喬星僅用一顆子彈槍殺 |
| 楊證樺 | 姜紹強 | Sam、阿強 法律顧問／律師 朱祥法之左右手 劇集前期隱藏身手，於第26集被閻武襲擊時使出泰拳還擊，武藝不俗 與其兄自幼與朱祥法認識，其兄於多年前因替朱祥法擋刀而死，在此之後其由朱祥法供書教學 於第7集登場 於第12集自稱「張先生」僱用閻素之調琴，並以此要脅關啟陽，並於第19集被閻素之認出其聲音 在朱祥法死後投靠關啟揚 於第24集差點殺害林森森，但被其反過來用鐵鏟偷襲他而幸運逃脫 於第24集殺害張智凡 於第26集質疑關啟陽是殺害丁雅雯與陳紹秉之真兇並勒索其5000萬作封口費，最後遭趙諾琛殺害，並被其編造為殺手獵人之謊言來掩蓋關啟揚身份 |
| 馮奕森 | 細 雞  | 朱祥法之手下 於第19集抽中生死籤需暗殺𡃁Jim，卻不從並打算跑路，被萬天紅捉拿並準備家法侍候 |
| 陳俊堅 | 喪 宗  | 朱祥法之手下 於第22集被關启揚殺害，在同集喬星發現已經身亡 |
| 霍健邦 | 大B    | 朱祥法之手下 於第22集被關启揚殺害，在同集喬星發現已經身亡 |
| 鄭健樂 | 灰 熊  | 朱祥法之手下 於第22集在青衣船廠被喬星槍殺身亡 |
| 簡家麒 | 傻 超  | 朱祥法之手下 於第22集在青衣船廠被喬星槍殺身亡 |
| 林浩文 | 阿 九  | 朱祥法之手下 於第22集在青衣船廠被喬星槍殺身亡 |
| 譚俊雄 |        | 朱祥法之手下，負責推廣召妓程式（第10集） |
| 莫家淦 |        | 賣飛佛創意科技程式員 負責「愛上你」手機召妓程式（第10集） |
| 朱樂洺 |        | 佛都有火鍋侍應（第10－12、15、18－20集） |
| 王致狄 |        | 朱祥法之司機（第10、12－14、18、21－22集） |
| 馮柏然 |        | 佛都有火鍋經理（第12集） |
| 鄭毅邦 | 陳醫生 | 醫生 替朱祥法殺害關展鵬並掩飾為心臟病發（第12集） |

### 殺手獵人
- 於第29集被瓦解。

| 演員   | 角色    | 備注 |
| 謝東閔 | 關啟揚  | Parker、關生、阿揚、關公子、大樹（殺手獵人稱號） 殺手獵人主腦 昇材集團副主席→昇材集團主席 關展鵬之侄子 閻武之女婿 與閻素之有感情線，於第7集相遇，後為其男友，於第27集結婚 被朱祥法控制，並被他傷害 殺人成癮，並喜歡收藏受害者身上的遺物作紀念 與趙諾琛勾結，要求對方提供殺手資料給其作為獵物 於第22集殺害丁雅雯等人 於第25集企圖殺害劉國標，但被尾隨的徐玉鳳阻止 於第26集殺害陳紹秉 於第29集殺死劉國標，軟禁閻素之，並捉走錢向茜以要脅喬星更將其打致重傷，同集被喬星擊斃 |
| 何遠東 | 趙諾琛  | Dino、趙生 殺手獵人成員 經理人／時裝設計師 原為Overbeck殺手經理人，後於第12集起投靠朱祥法，在朱祥法死後與關啟揚勾結並背叛蘇菲亞 於第26集殺害姜紹強，並將殺手獵人身份安在其身，後因而接管Overbeck成為主理人 於第27集捉走羅嘉欣，以要脅陳查理交出蘇菲亞收藏的Overbeck重要資料，最後羅嘉欣被喬星救走 於第28集為免遭陳查理找到其殺死蘇菲亞之證據，而派Monster殺害陳查理，但因喬星、易蘭及時出手阻止而導致計劃失敗，並導致其殺死蘇菲亞的事曝光 於第29集因被眾殺手追殺而向陳查理提出交易，要求對方答應協助其潛逃到外國，以換取殺手獵人真正身份為關啟揚之消息及將收集的證物全部交給陳查理 參見Overbeck |
| 易宇航 | Monster | 殺手獵人成員 全歐洲身價最高之殺手 擅長狙擊、潛入、冷兵器及徒手格鬥 趙諾琛由俄羅斯僱用的殺手 於第25集殺死蘇菲亞 於第28集受趙諾琛委託殺害陳查理，但任務失敗並被喬星殺死 |
| 阮政峰 | Amoeba  | 殺手獵人成員 職業殺手／時裝店店主 有撓頭髮的小動作 於第12集與趙諾琛一同投靠朱祥法 於第27集挾持羅嘉欣以威脅陳查理，並被前來救援的喬星擊昏 於第28集企圖殺死陳查理，但被易蘭阻止，並被其割喉殺死 |

### 中區警署
| 演員   | 角色   | 備注 |
| 關偉倫 | 許國華 | 許Sir 警官 徐玉鳳之上司兼表舅父 於第3集登場 |
| 吳業坤 | 徐玉鳳 | 阿鳳、鳳Sir、鳳哥、傻鳳（喬星專稱） 警察 擅長游泳 多年前曾患有輕微抑鬱症 許國華之下屬兼表侄 追捕閻武及喬星 與林森森有感情線，於第11集相遇 一直懷疑殺手界的存在，並懷疑喬星是殺手 於第3集登場 於第11集去聚會，相遇沝淼淼，並由其介紹去寺廟做功德 於第24集發現林森森的真正身份是殺手界清道夫 |
| 伍禮騫 | 施成德 | 警察 許國華之下屬（第11、13、22、29－30集） |
| 盧偉文 | 陳樂其 | 警察 許國華之下屬（第11、13、22、24、29－30集） |
| 邵展鵬 | 郭家鑫 | 警察 許國華之下屬（第11、13、22、24、29－30集） |
| 余富根 | 鍾偉文 | 警察 許國華之下屬（第11、13、22、24、29－30集） |

### 其他演員
| 演員     | 角色                                          | 備注 |
| 江美儀   | 姚淑嫻                                        | Lulu、阿嫻、嫻姐、賤雞/八婆（萬天紅專稱） 妓女，於其夫去世後改當茶餐廳侍應 張耀漢之妻 與閻武為知己，並與其有感情線，後與其同居 被閻素之視為家人 被萬天紅視為情敵，並被其針對，後和解 於第5集起為了閻武能多和女兒相處，配合他假扮其妻子「陳太太」，後上閻素之家學彈鋼琴 於第7集因閻素之得知真相後被退還學費，後不被其諒解 於第8集因替閻素之解圍而和好 於第10集因拒絕與朱祥法合作，而與閻武引起朱祥法不滿 於第13集其與前夫張耀漢被萬天紅騷擾，其更遭對方故意抹黑，經閻武調解後和解 於第16集在其夫去世後決定改行到茶餐廳工作 於第30集在閻武去世後代為照顧閻素之 |
| 孫慧雪   | 羅嘉欣                                        | Yumi、阿欣 陳查理之妻 與錢向茜非常投契 於第27集被趙諾琛捉走，以要脅陳查理交出蘇菲亞的陀錶，後被喬星救走 於第30集懷孕 |
| 林 利    | 柯正雄                                        | 已故台灣黑幫頭目 為人有義氣、夠朋友 金豹之手下，性格乖順，十分聽從其命令 與閻武相識多年 於十八年前在賴先生聚會上與丁一虎相識，後曾提攜他，給他介紹工作，後拒絕其要求跟隨撈偏門 於十八年前被丁一虎殺死及假冒 |
| 陳國峰   | Eagle                                         | 殺手 因多年前其師傅被易蘭及建義殺害，所以每年同一時間都會找易蘭尋仇，此事亦成為了易蘭與建義唯一的感情維繫，令易蘭一直不敢殺自己，並與易蘭有感情線 於第15集登場 |
| 陳嘉輝   | 周卓然                                        | Oscar、希仔爸爸 錢向茜之前男友 周朗希之父，在其出生前已離開 拋妻棄子十年 於第23集登場 於第24集企圖讓周朗希跟其回加拿大以獲取其父多一份家產，被錢向茜發現後被其趕走 |
| 邵卓堯   | 張耀漢                                        | 阿漢、漢哥 癱瘓病人 前中港司機，在一次意外後身體癱瘓 幾年前被診斷出患有血癌，並需經常到醫院檢查 姚淑嫻之夫，並不知其為性工作者，於第13集從萬天紅口中得知其為性工作者 萬天紅之前單戀對象 於第10集登場 於第10集搭乘去做檢查的復康巴士出車禍，但沒有受傷 於第16集血癌復發，後離世 |
| 林敬剛   | 𡃁 詹                                         | 𡃁Jim 黑幫頭目 於第10集因拒絕與朱祥法合作而被其割下一邊耳朵 於第20集被閻武殺死 |
| 李 豪    | 阿 龍                                         | 小龍、龍哥 喬星、丁一虎、阿雀、阿豹之好兄弟 十八年前與喬星、丁一虎、阿雀、阿豹在台灣出任務，任務成功後與阿雀被丁一勇派去新加坡出任務 於第9集在提及與喬星、阿龍、阿雀在貨櫃場出任務時遭伏擊，一切實為丁一虎為了錢財出賣兄弟 |
| 盧峻峯   | 阿 雀                                         | 小雀、雀哥 喬星、丁一虎、阿龍、阿豹之好兄弟 十八年前與喬星、丁一虎、阿龍、阿豹在台灣出任務，任務成功後與阿雀被丁一勇派去新加坡出任務 於第9集提及與喬星、丁一虎、阿龍在貨櫃場出任務時遭伏擊，後被丁一虎槍斃，實為丁一虎為了錢財出賣兄弟 |
| 范仲     | 排骨仔                                        | 暗殺目標 於第1集被閻武殺死（第1集） |
| 黃耀煌   |                                               | 嫖客（第1集） |
| 區偉權   |                                               | 壽衣店顧客（第1集） |
| 曾玉娟   |                                               | 壽衣店顧客（第1集） |
| 江富強   |                                               | 追數佬 閻武之債主（第1集） |
| 黃煒溏   |                                               | 追數佬 閻武之債主（第1集） |
| 伍秉君   |                                               | 接待員（第1集） |
| 楊家輝   |                                               | 接待員（第1集） |
| 游莨維   | Ben哥                                         | 私竇經理（第1集） |
| 梁皓楷   |                                               | 私竇保安（第1集） |
| 陳彼得   |                                               | 私竇保安（第1集） |
| 鬼 塚    |                                               | 豪客（第1集） |
| 區軒瑋   |                                               | 豪客（第1集） |
| 梁嘉駿   |                                               | 豪客（第1集） |
| 丁樂鍶   |                                               | 派對兔女郎（第1集） |
| 丁樂鍶   | 索女（第11集）                                | |
| 陳潁熙   |                                               | 派對兔女郎（第1集） |
| 張雪瑩   |                                               | 派對兔女郎（第1集） |
|          | 路人（第23集）                                | |
| 彭翔翎   |                                               | 派對兔女郎（第1集） |
| 彭翔翎   | 性感女（第22集）                              | |
| 彭翔翎   | 路人（第23集）                                | |
| 周麗欣   |                                               | 派對兔女郎（第1集） |
| 周麗欣   | 侍應（第15集）                                | |
| 黎寬怡   |                                               | 派對兔女郎（第1集） |
| 黎寬怡   | 路人（第12集）                                | |
| 陳靖雲   |                                               | 烏干達私人派對索女（第1集） |
| 蕭凱欣   |                                               | 烏干達私人派對索女（第1集） |
| 蕭凱欣   | 客人／美女（第3、5－7、19、21、25、27－29集） | |
| 陳振業   |                                               | 烏干達佬保鑣（第1集） |
| 包曉華   |                                               | 善信（第2集） |
| 吳曠利   |                                               | 男子善信 被喬星誤以為其乃林森森之男友（第2集） |
| 梁百川   |                                               | 保安（第2集） |
| 吳展驊   | 謝志明                                        | 債仔明 暗殺目標 十分迷信，在身上畫滿符咒 於第2集被易蘭殺死（第2集） |
| 蕭家浩   |                                               | 客人（第2集） |
| 明德豐   |                                               | 業主（第2集） |
| 黃得生   | 道友榮                                        | 白粉仔 暗殺目標 傻威之朋友 於第2集被易蘭殺死（第2集） |
| 曾海昌   | 傻 威                                         | 暗殺目標 道友榮之朋友 於第2集被易蘭殺死（第2－3集） |
| 李啟傑   | 山 雞                                         | 暗殺目標 於第3集被易蘭追殺，後逃脫到台灣 於第4集被喬星槍殺（第3－4集） |
| 袁鎮業   |                                               | 男子（第3集） |
| 崔錦棠   |                                               | 易蘭之經理人，後解約（第3集） |
| 尹詩沛   |                                               | 客人／美女（第3、6－8、25、27、29集） |
| 杜大偉   | 坤 少                                         | 闊少 向錢向茜介紹外快，實為要其在台灣揹黑鍋（第3集） |
| 李嘉晉   |                                               | 客人／俊男（第3、5－8、11、19、21、23、25、27－29集） |
| 林宥喬   |                                               | 酒吧客人／俊男（第3、5－8、19－21、25、28集） |
| 陳嘉慧   |                                               | 索女（第4集） |
| 陳嘉慧   | 鳳姐（第13集）                                | |
| 陳嘉慧   | 情侶（第22、24集）                            | |
| 江榮暉   |                                               | 酒吧老闆 於第5集解僱錢向茜（第5集） |
| 關浩揚   | 唐旭倫                                        | 暗殺目標 於第5集被喬星殺死（第5集） |
| 曾健明   |                                               | 嫖客 光顧姚淑嫻時把其打傷，被閻武得悉此事後遭其打傷（第5集） |
| 程 皓    |                                               | 客人／美女（第5－6、25、27、29集） |
| 葉蒨文   |                                               | 女子（第6集） |
| 劉桂芳   | 榕 姐                                         | 關啟揚之家傭（第6、12、27－28集） 於第28集因發現關啟揚收藏的受害者遺物而被殺害（第28集） |
| 吳幸美   | Ella                                          | 陳查理之初戀情人（第6集） |
| 黃榮燊   |                                               | 柯正雄之手下（第7－8集） |
| 蔡菀庭   | Florence                                      | 明星 關啟揚之拍檔（第7、25集） |
| 朱滙林   |                                               | 俊男（第7集） |
| 趙璧渝   |                                               | 主持人（第7集） |
| 洪博軒   |                                               | 丁一虎保鑣（第7~10集） |
| 李 鴻    |                                               | 柯正雄之手下（第8集） |
| 陳劍輝   |                                               | 麵包店老闆（第8集） |
| 蘇嘉倫   |                                               | 小販騙子（第8集） |
| 李 嘉    | 賴永康                                        | 賴生 黑幫頭目 於十八年前僱丁一虎與喬星殺害無牙佬 （第9集） |
| 章景恆   |                                               | 賴永康之手下（第9集） |
| 蔡國慶   | 白頭佬                                        | 賭客（第9集） |
| 洪資訊   |                                               | 賭客（第9集） |
| 賴榮顯   |                                               | 賭客（第9集） |
| 方 俊    |                                               | 賭客（第9集） |
| 鄺國生   |                                               | 委託人（第9集） |
| 黃成想   |                                               | 茶客（第9集） |
| 計祥龍   |                                               | 肉參（第9集） |
| 李顯曜   |                                               | 柯正雄之手下（第10集） |
| 李顯曜   | 青年（第30集）                                | |
| 何晉樂   |                                               | 柯正雄之手下（第10集） |
| 樓嘉豪   |                                               | 柯正雄之手下（第10集） |
| 鄭雋熹   |                                               | 𡃁Jim之手下（第10、18集） |
| 羅永健   |                                               | 𡃁Jim之手下（第10、18集） |
| 林子超   |                                               | 職員（第10集） |
| 羅欣羚   |                                               | 護士（第10、25集） |
| 姚宏遠   |                                               | 司機／車主 與朱祥法的車發生碰撞，後因罵其「鄉下佬」而得罪其並遭虐打（第10集） |
| 謝可逸   |                                               | 老闆（第10集） |
| 林俊其   |                                               | 快速約會參加者（第11集） |
| 王東泰   |                                               | 快速約會參加者（第11集） |
| 梁 茵    |                                               | 索女 於第11集被朱祥法殺死並放進關展鵬之車尾箱（第11集） |
| 周嘉全   |                                               | 型男（第11集） |
| 周嘉全   | 青年（第30集）                                | |
| 楊瑞麟   | 關展鵬                                        | 鵬哥 關啟揚之叔父 於第11集登場 於第12集因不肯和朱祥法合作而被朱祥法殺害（第11－13集） |
| 黃 華    | 李 生                                         | 相親對象（第11集） |
| 樓嘉豪   |                                               | 路人（第12集） |
| 姚亦澧   | 阿 俊                                         | 陳紹秉之好友，後因其搶走陳紹秉的女友而反目 於第12集差點被陳紹秉所委託之易蘭殺死並打至重傷，但最終因陳紹秉無法親手將其殺死而成功逃脫（第12集） |
| 黃志榮   |                                               | 大排檔伙記（第13集） |
| 莊思明   |                                               | 索女（第13集） |
| 蘇麗明   |                                               | 婦人 與錢向茜發生爭執，後和解（第13集） |
| 利耀堂   |                                               | 搬運工人（第13集） |
| 陳卓華   |                                               | 搬運工人（第13集） |
| 李梓聰   |                                               | 搬運工人（第13集） |
| 劉沛寧   |                                               | 病人家屬（第13集） |
| 歐陽燕萍 |                                               | 病人家屬（第13集） |
| 蓋世寶   |                                               | 鳳姐（第13集） |
| 曾慧雲   |                                               | 鳳姐（第13集） |
| 煒 烈    | 王 成                                         | 暗殺目標 於第13集被喬星殺死（第13集） |
| 胡 㻗    |                                               | 王成之保鑣 於第13集發現錢向茜偷了他的手機，並差點導致她窒息 於第14集被喬星殺死（第13－14集） |
| 羅 鴻    |                                               | 嫖客（第15集） |
| 吳子     |                                               | 嫖客（第15集） |
|          | 情侶（第22、24集）                            | |
| 陳狄克   | 七 叔                                         | 假護照製作人 受王玉蓮所託，為易蘭製造假泰國護照（第15集） |
| 鄧永健   |                                               | 職員（第15集） |
| 譚焯升   |                                               | 男子（第15集） |
| 梁裕恆   |                                               | 壯男（第16集） |
| 威廉陳   |                                               | 嫖客（第16集） |
| 方紹聰   |                                               | 店員（第16集） |
| 李善     |                                               | 經理（第19集） |
| 黃凱琪   |                                               | 性感女（第22集） |
| 黃凱琪   | 護士（第26集）                                | |
| 葉家泓   |                                               | 手下（第22集） |
| 鄭詠謙   |                                               | 探員（第22集） |
| 孟希璘   |                                               | 記者（第22集） |
| 鄒兆霆   |                                               | 古惑仔（第22集） |
| 李君妍   | Cherry                                        | Null Café新員工（第24－30集） |
| 沈愛琳   |                                               | 新聞主播（第29集） |
| 鄧英敏   | 戴立志                                        | 高級消防隊長 曾受Overbeck恩惠，受陳查理指使以燒焦屍體蒙騙警方，讓其他人以為喬星被炸死（第30集） |
| 關梓陽   |                                               | 青年（第30集） |

## 收視
本劇於香港無綫電視翡翠台及myTV SUPER七日跨平台總收視之紀錄：
| 週次 | 集數             | 日期                   | 收視率 | 備註                                                            |
| 1    | 1－5             | 2020年6月29日－7月3日  | 29.2點 | 第1集的七天跨平台總收視達29.6點 第2集的七天跨平台總收視達29.2點 |
| 2    | 6－10            | 2020年7月6日－7月10日  | 27.9點 | 第10集跨平台總收視達29.0點                                      |
| 3    | 11－15           | 2020年7月13日－7月17日 | 29.3點 | 第12集跨平台總收視達31.3點                                      |
| 4    | 16－20           | 2020年7月20日－7月24日 | 30.3點 | 第18集跨平台總收視達31.2點                                      |
| 5    | 21－25           | 2020年7月27日－7月31日 | 31.3點 | 第23集跨平台總收視達32.6點                                      |
| 6    | 26－30（結局篇） | 2020年8月3日－8月7日   | 32.5點 | 第30集大結局跨平台總收視達35.2點                                |
| 全劇 | 全劇             | 全劇                   | 30.1點 | 全劇短視頻觀看人次達2600萬次                                    |

## 獎項

### 紐約電視電影節2021
《殺手》在「紐約電視電影節2021」上，分別奪得「最佳男演員」銅獎（黎耀祥）、「最佳宣傳片」銅獎及「最佳剪接」優異獎。

### 萬千星輝頒獎典禮2020
| 年份                    | 獎項                      | 單位             | 結果 |
| ----------------------- | ------------------------- | ---------------- | ---- |
| 2020年                  |                           |                  |      |
| 馬來西亞最喜愛TVB男主角 | 黎耀祥                    | 提名             |      |
| 馬來西亞最喜愛TVB男主角 | 陳 豪                     | 提名             |      |
| 馬來西亞最喜愛TVB女主角 | 李佳芯                    | 提名             |      |
| 馬來西亞最喜愛TVB女主角 | 龔嘉欣                    | 獲獎             |      |
| 馬來西亞最喜愛TVB劇集   | 殺手                      | 提名             |      |
| 最佳劇集                | 殺手                      | 提名             |      |
| 最佳男主角              | 陳 豪                     | 提名（最后五強） |      |
| 最佳男主角              | 黎耀祥                    | 提名（最后五強） |      |
| 最佳女主角              | 龔嘉欣                    | 提名（最后五強） |      |
| 最佳女主角              | 李佳芯                    | 提名（最后五強） |      |
| 最受歡迎電視男角色      | 喬 星（陳 豪 飾）         | 提名             |      |
| 最受歡迎電視男角色      | 閻 武（黎耀祥 飾）        | 提名             |      |
| 最受歡迎電視女角色      | 姚淑嫻（江美儀 飾）       | 提名             |      |
| 最受歡迎電視女角色      | 錢向茜（李佳芯 飾）       | 提名(最后五強)   |      |
| 最佳男配角              | 鄭子誠                    | 提名             |      |
| 最佳男配角              | 謝東閔                    | 提名             |      |
| 最佳女配角              | 樊奕敏                    | 提名             |      |
| 最佳女配角              | 江嘉敏                    | 提名             |      |
| 最佳女配角              | 江美儀                    | 提名             |      |
| 最佳女配角              | 羅 蘭                     | 提名             |      |
| 飛躍進步男藝員          | 吳業坤                    | 提名             |      |
| 飛躍進步男藝員          | 謝東閔                    | 提名（最后五強） |      |
| 飛躍進步女藝員          | 江嘉敏                    | 提名             |      |
| 最受歡迎電視拍檔        | 陳 豪、鄭子誠             | 提名             |      |
| 最受歡迎電視拍檔        | 黎耀祥、江美儀            | 提名             |      |
| 最受歡迎電視歌曲        | 無私者（吳業坤 主唱）     | 提名             |      |
| 最受歡迎電視歌曲        | 最遠的距離（吳若希 主唱） | 提名             |      |

## 軼事
- 此劇為2019無綫節目巡禮19部劇集、2019年香港國際影視展10部推介劇集，原定於2019年尾播出，作为台庆剧，因劇中女主角李佳芯曾於2019年6月時於微博發文，寄望世上少一點憎惡多一點愛心，之後又在Instagram籲香港市民要登記做選民以盡公民責任，當時獲得不少香港粉絲支持。不過，以上言論則被內地網民視為她支持「反送中」和「港獨」的表現，李佳芯就發表長文指「有關『港獨』的指控，這二字從不曾在我腦海或心裏出現。從前沒有、現在更沒有。」[8]，然而李佳芯卻因此被無綫電視雪藏數月，至2020年6月才解封[9][10][11]，使得本劇最後延至2020年6月29日首播。
- 此劇中喬星為咖啡室老闆，而現實中飾演喬星的演員陳豪亦為咖啡達人。本劇劇組預備一部真的咖啡機讓他一展所長[12]，故劇中的咖啡並非道具。
- 此劇是梁裕恆、林師傑、麥明詩及蓋世寶在無綫電視的告別作。

## 外部連結
- 無線電視官方網頁 - 殺手
- 《殺手》殺手世界 高手對決.TVB Weekly.2020-06-29 （页面存档备份，存于）
- 豆瓣电影上《殺手》的資料 （简体中文）
- 殺手 - 免費觀看TVB劇集 - TVBAnywhere 北美官方網站

## 電視節目的變遷

### 香港播放
| 香港 無綫電視翡翠台／ 澳門 TVB Anywhere翡翠台 星期一至五 21:30－22:30 | 香港 無綫電視翡翠台／ 澳門 TVB Anywhere翡翠台 星期一至五 21:30－22:30 | 香港 無綫電視翡翠台／ 澳門 TVB Anywhere翡翠台 星期一至五 21:30－22:30 |
| --------------------------------------------------------------------- | --------------------------------------------------------------------- | --------------------------------------------------------------------- |
|                                                                       | 殺手 （2020年6月29日－2020年8月7日）                                  |                                                                       |
| 飛虎之雷霆極戰 （2020年5月18日－2020年6月26日）                       | 反黑路人甲 （2020年8月10日－2020年9月18日）                           |                                                                       |

### 香港以外地區播放
| 美国 TVB1 星期一至五 劇場 東岸時間 21:00－22:00      | 美国 TVB1 星期一至五 劇場 東岸時間 21:00－22:00 | 美国 TVB1 星期一至五 劇場 東岸時間 21:00－22:00 |
| ---------------------------------------------------- | ----------------------------------------------- | ----------------------------------------------- |
|                                                      | 殺手 （2020年6月29日－2020年8月7日）            |                                                 |
| 飛虎之雷霆極戰 （2020年5月18日－2020年6月26日）      | 反黑路人甲 （2020年8月10日－2020年9月18日）     |                                                 |
| 美国 TVBSF 星期一至五 黃金劇場 西岸時間 22:00－23:00 |                                                 |                                                 |
| 飛虎之雷霆極戰 （2020年5月18日－2020年6月26日）      | 殺手 （2020年6月29日－2020年8月7日）            | 反黑路人甲 （2020年8月10日－2020年9月18日）     |

| 美国 TVBe 星期一至五 黃金劇場 時段 16:00－17:00 | 美国 TVBe 星期一至五 黃金劇場 時段 16:00－17:00 | 美国 TVBe 星期一至五 黃金劇場 時段 16:00－17:00 |
| ----------------------------------------------- | ----------------------------------------------- | ----------------------------------------------- |
|                                                 | 殺手 （2021年3月2日－2021年4月12日）            |                                                 |
| 迷網 （2020年1月26日－2021年3月1日）            | C9特工 （2021年4月13日－2021年5月10日)          |                                                 |

| 新加坡翡翠台 星期一至五 21:30－22:30            | 新加坡翡翠台 星期一至五 21:30－22:30        | 新加坡翡翠台 星期一至五 21:30－22:30 |
| ----------------------------------------------- | ------------------------------------------- | ------------------------------------ |
|                                                 | 殺手 （2020年6月29日－2020年8月7日）        |                                      |
| 飛虎之雷霆極戰 （2020年5月18日－2020年6月26日） | 反黑路人甲 （2020年8月10日－2020年9月18日） |                                      |

| 马来西亚 Astro AOD、Astro AOD HD 星期一至五 21:30－22:30 | 马来西亚 Astro AOD、Astro AOD HD 星期一至五 21:30－22:30 | 马来西亚 Astro AOD、Astro AOD HD 星期一至五 21:30－22:30 |
| -------------------------------------------------------- | -------------------------------------------------------- | -------------------------------------------------------- |
|                                                          | 殺手 （2020年6月29日－2020年8月7日）                     |                                                          |
| 飛虎之雷霆極戰 （2020年5月18日－2020年6月26日）          | 反黑路人甲 （2020年8月10日－2020年9月18日）              |                                                          |

| 澳洲 無綫翡翠台 星期二至六 21:30－22:30         | 澳洲 無綫翡翠台 星期二至六 21:30－22:30     | 澳洲 無綫翡翠台 星期二至六 21:30－22:30 |
| ----------------------------------------------- | ------------------------------------------- | --------------------------------------- |
|                                                 | 殺手 （2020年6月30日－2020年8月8日）        |                                         |
| 飛虎之雷霆極戰 （2020年5月19日－2020年6月27日） | 反黑路人甲 （2020年8月11日－2020年9月19日） |                                         |

| 菲律宾 翡翠台 星期一至五 20:30－21:30 | 菲律宾 翡翠台 星期一至五 20:30－21:30             | 菲律宾 翡翠台 星期一至五 20:30－21:30 |
| ------------------------------------- | ------------------------------------------------- | ------------------------------------- |
|                                       | 殺手 （2020年8月3日－2020年8月15日） （第26集起） |                                       |
| 頻道開播                              | 反黑路人甲 （2020年8月10日－2020年9月18日）       |                                       |

| 新加坡 HUB娛家戲劇台 星期一至五 19:00－20:00 | 新加坡 HUB娛家戲劇台 星期一至五 19:00－20:00  | 新加坡 HUB娛家戲劇台 星期一至五 19:00－20:00 |
| -------------------------------------------- | --------------------------------------------- | -------------------------------------------- |
|                                              | 殺手 （2020年11月4日－2020年12月15日）        |                                              |
| 萌妃駕到 （2020年9月22日－2020年11月3日）    | 無心法師III （2020年12月16日－2020年1月22日） |                                              |

| 新加坡 佳樂台 9:00 熱播劇時段 星期一至四 21:10－22:00 | 新加坡 佳樂台 9:00 熱播劇時段 星期一至四 21:10－22:00 | 新加坡 佳樂台 9:00 熱播劇時段 星期一至四 21:10－22:00 |
| ----------------------------------------------------- | ----------------------------------------------------- | ----------------------------------------------------- |
|                                                       | 殺手 （2020年11月10日－2021年1月4日）                 |                                                       |
| 那些我愛過的人 （2020年9月28日－2020年11月9日）       | 反黑路人甲 （2021年1月5日－2021年2月24日）            |                                                       |

| 靖洋戲劇台 星期一至五 19:00-20:00            | 靖洋戲劇台 星期一至五 19:00-20:00  | 靖洋戲劇台 星期一至五 19:00-20:00 |
| -------------------------------------------- | ---------------------------------- | --------------------------------- |
|                                              | 殺手 (2021年3月31日-2021年5月11日) |                                   |
| 那些我愛過的人 (2021年2月24日-2021年3月30日) | 迷網 (2021年5月12日-2021年6月15日) |                                   |